# Лемматсі
Ле́мматсі (ест. Lemmatsi küla) — село в Естонії, у волості Камб'я повіту Тартумаа.

## Населення
Чисельність населення на 31 грудня 2011 року становила 250 осіб.

## Географія
Через населений пункт проходить автошлях 3 (Йигві — Тарту — Валґа), естонська частина європейського маршруту E264.

## Історія
До 21 жовтня 2017 року село входило до складу волості Юленурме.